# Borok (Tscherwonohrad)
Borok (ukrainisch Борок; bis 2019 Бірки Birky, russisch Борки Borki, polnisch Borek) ist ein Dorf in der ukrainischen Oblast Lwiw mit etwa 150 Einwohnern (2001).
Am 12. Juni 2020 wurde das Dorf ein Teil der neu gegründeten Stadtgemeinde Sokal im Rajon Tscherwonohrad, bis dahin gehörte es administrativ zur Landratsgemeinde Tartakiw im Nordosten des Rajon Sokal.
Am 30. Oktober 2019 erhielt das Dorf, welches bis dahin Birky hieß, durch einen Beschluss der Werchowna Rada den Ortsnamen Borok.
Die 0,4 km² große Ortschaft liegt auf einer Höhe von 213 m am Ufer der Spassiwka (Спасівка), einem 25 km langen Nebenfluss des Westlichen Bugs, 2 km nordöstlich vom Gemeindezentrum Tartakiw, 11 km östlich vom ehemaligen Rajonzentrum Sokal und etwa 90 km nördlich vom Oblastzentrum Lwiw.